# Saint Aubin (Jersey)
Saint Aubin is een haven van het eiland Jersey een van de Kanaaleilanden en ligt in de gemeente Saint Brelade. Het ligt aan de baai van Saint-Malo.
Het voormalige vissersdorp ligt aan de andere kant van de baai van Saint Aubin tegenover Saint Helier, de hoofdstad van Jersey. Saint Aubin is nu het centrum van de gemeente Saint Brelade. De naam is afkomstig van de heilige Albinus van Angers (Frans: Saint Aubin van Angers).

## Bezienswaardigheden
Saint-Aubin is een van de drie grootste havens van Jersey. Deze zijn:
- Saint Helier;
- Saint-Aubin;
- Gorey.

Het voormalige treinstation is tegenwoordig in gebruik als gemeentehuis. Het wandelpad "The Railway Walk", dat start in Saint Aubin, volgt het oude spoor naar La Corbière. Het fort van Saint Aubin ligt in de baai, vlak buiten de haven. De kerk "St Aubin On The Hill Church" ligt op de heuvel vanuit de haven.